# Riva Ligure
Riva Ligure (ligur nyelven Rìva) egy olasz község Liguria régióban, Imperia megyében.

## Földrajz
Diano Marina a Ponentei Riviérán, Imperiától 14 km-re helyezkedik el.

## Gazdaság
Legjelentősebb bevételi forrása az idegenforgalom.

## Közlekedés
Megközelíthető az A10 autópályán, az SS1 autóúton. Legközelebbi nemzetközi reptér a Nizza-Côte d'Azur. Állomása a Genova-Ventimiglia vasútvonalon fekszik.

## Fordítás
- Ez a szócikk részben vagy egészben  a   Riva Ligure című olasz Wikipédia-szócikk fordításán alapul.  Az eredeti cikk szerkesztőit annak laptörténete sorolja fel. Ez a jelzés csupán a megfogalmazás eredetét és a szerzői jogokat jelzi, nem szolgál a cikkben szereplő információk forrásmegjelöléseként.